# Friendly Fire (альбом Шона Леннона)
| Оценки критиков      | Оценки критиков              |
| Источник             | Оценка                       |
| -------------------- | ---------------------------- |
| Allmusic             | ссылка                       |
| Being There Magazine | ссылка                       |
| Music Box            | ссылка                       |
| MusicOMG.com         | ссылка                       |
| Pitchfork Media      | (6.7/10) ссылка              |
| Q                    | (#244, ноябрь, 2006, с. 143) |
| Rolling Stone        | ссылка                       |
| Spin                 | ссылка                       |
| Twisted Ear          | ссылка                       |
| Uncut                | (#114, ноябрь 2006, с.117)   |

Friendly Fire (рус. Огонь по своим) — второй студийный альбом Шона Леннона, выпущен 3 октября 2006 года лейблом Capitol Records в США и лейблом Parlophone в Великобритании. Попал на #153 строчку чарта Billboard 200 и на #5 в Top Heatseekers.

## Список композиций
Все песни написаны Шоном Ленноном (исключая отмеченных).
1. "Dead Meat" - 3:37
2. "Wait for Me" - 2:39
3. "Parachute" - 3:19
4. "Friendly Fire" - 5:03
5. "Spectacle" (Леннон, Джордан Галланд) - 5:24
6. "Tomorrow" - 2:03
7. "On Again Off Again" - 3:18
8. "Headlights" - 3:16
9. "Would I Be the One" (Марк Болланд) - 4:58
10. "Falling Out of Love" (Леннон, Галланд) - 4:07
11. "L'éclipse" (совместно с -M-, французская версия песни "Parachute") (Леннон, -M-) - 3:16

## Позиции в чарте
| Чарт                                | Позиция |
| ----------------------------------- | ------- |
| French SNEP Albums Chart            | 59      |
| Japanese Oricon Weekly Albums Chart | 218     |
| U.S. Billboard 200                  | 152     |

## Сертификации
| Регион | Сертификация | Продажи |
| --- | ------------ | ------- |
| Франция (SNEP) | Серебряный   | 17,500  |
| * Данные о продажах приведены только на основе сертификации. ^ Данные о тиражах приведены только на основе сертификации. |              |         |